# Londínium

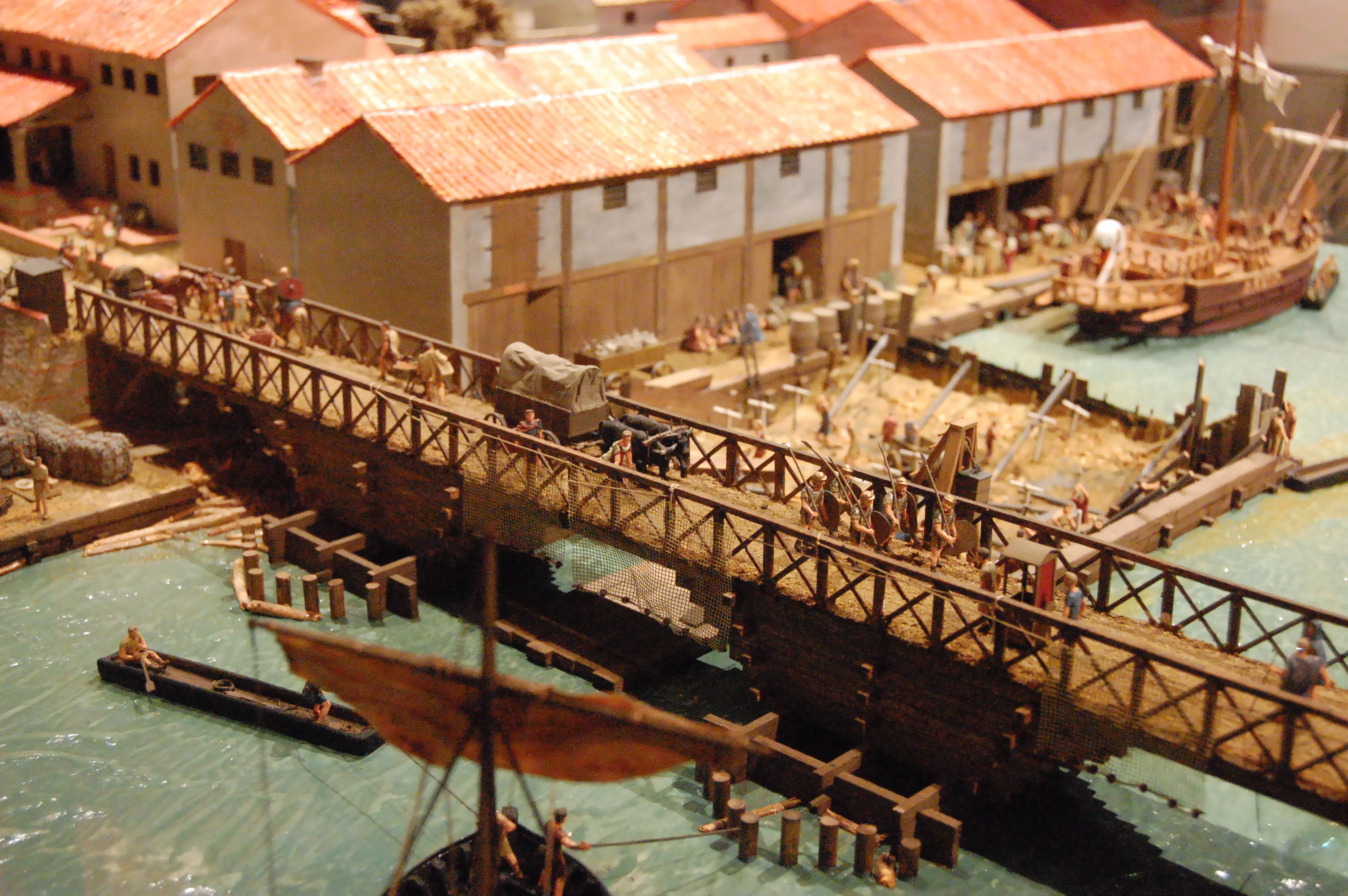
Model de Londínium entre 85 i 90, al Museu de Londres, mostrant el primer pont construït sobre el Tàmesi

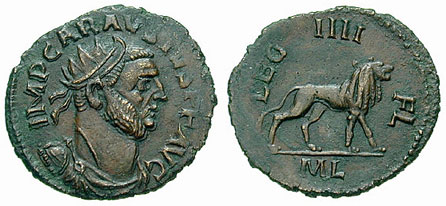
Antoninià de Carausi, encunyat a Londínium

Londínium (en llatí Londinium i també Lundinium, en grec antic Λονδίνιον) va ser una ciutat fundada pels romans a mitjan segle i al territori ocupat per l'actual Londres, capital d'Anglaterra. Ràpidament va ser la capital de la Britànnia romana, un dels principals centres comercials imperials fins al seu abandó, durant el segle v.
La ciutat es va edificar després de la invasió del 43, que va encapçalar l'emperador Claudi. Alguns arqueòlegs proposen que la localitat hauria estat fundada com un poblat civil (civitas) al voltant de l'any 50. Una canonada de fusta trobada a la vora de la principal via romana excavada l'any 1994 va ser datada, mitjançant dendrocronologia, a l'any 47, any que també és una altra possible data de fundació. Juli Cèsar no menciona la ciutat.
Abans de l'arribada de les legions romanes, l'àrea que ocupa la ciutat era quasi un camp obert, creuat per rierols com el Walbrook. Londínium es va fundar al lloc on el riu Tàmesi és prou estret per construir-hi un pont i bastant profund perquè les naus vingudes del mar puguin creuar-lo. L'any 1981, es van trobar les restes d'un enorme moll romà utilitzat de base per a la construcció d'un pont, proper a l'actual Pont de Londres.
Es creu, tradicionalment, que Londínium era en origen un poblat civil, encara que també hi ha evidències que podria haver estat una fortalesa romana. Unes excavacions arqueològiques realitzades pel Departament d'Arqueologia Urbana del Museu de Londres (MOLAS) des de la dècada de 1970, no van poder trobar traces d'ocupació militar del lloc, per tant molts arqueòlegs creuen que Londíniumes va crear com a conseqüència de la iniciativa privada. La seua situació, al costat d'un concorregut punt de creuament del riu, en feia un lloc perfecte per als comerciants de l'Imperi Romà. En el període relativament primerenc de la dominació romana, es parla de Londínium com un lloc mercantil. Les tres ciutats principals de Britànnia eren Verulàmium, Camulodúnum i Londínium. A Camulodúnum s'havia establert una colònia de veterans, Verulamium havia rebut els drets i privilegis d'un municipium, i Londínium, sense aquestes distincions, havia aconseguit una gran preeminència per ser el centre del comerç interior i exterior. L'Itinerari d'Antoní, que és probablement de l'època de Septimi Sever, mostra de forma evident la preeminència de Londinum sobre les altres ciutats de Britànnia. Descriu set itineraris, sis dels quals tenen el seu origen o el seu punt final a aquella ciutat. Després de la derrota de l'usurpador Al·lecte, els romans van anar a socórrer Londínium, a la que atacaven i saquejaven els francs i altres tropes mercenàries estrangeres, que formaven part de l'exèrcit de l'usurpador.

## Etimologia
El nom seria preromà (i potser precelta) en origen, tot i que no n'hi ha consens sobre el significat. Era pràctica comuna dels romans adoptar els noms nadius dels poblats que fundaven. Una teoria és que el nom hauria derivat d'un topònim celta, Londinion, que probablement era derivat del nom propi Londinos, en què lond significaria 'salvatge'.
Una teoria proposada pel lingüista anglés Richard Coates, no acceptada per tothom, suggereix que el nom deriva d'un nom de riu europeu antic "celtificat", que formaria part de l'estrat més antic de la toponímia europea, en el sentit establert pel filòleg alemany Hans Krahe. Coates va suggerir una derivació del terme precelta Plowonida —format per dues arrels, plew i nejd, possiblement amb el significat d''el riu que corre' o 'l'ampli riu que corre'. Així, Londínium significaria 'el poblat de l'ampli riu'. Coates també afegeix que el riu s'anomenava Tàmesi als indrets on era més estret, i Plowonida riu avall, on era massa ample per a ser creuat.
Algunes inscripcions i grafits trobats pels arqueòlegs confirmen que el llatí n'era l'idioma oficial. Es creu que els pobles locals parlaven la llengua celta anomenada llengua britànica o britònica pels estudiosos actuals, i Lingua Gallica ("llengua galesa") pels romans; aquest idioma seria l'avantpassat del gal·lès, del còrnic i del bretó.